# Alois Mayer (Bildhauer)
Alois Mayer (* 3. März 1855 in Füssen; † 7. Oktober 1936 in München) war ein deutscher Bildhauer. Er schuf um die Jahrhundertwende vom 19. zum 20. Jahrhundert mehrere, vorwiegend aus Bronze gefertigte, Standbilder und andere Denkmäler in Deutschland sowie verschiedene Kleinplastiken.

## Leben
Alois Mayer wurde als Sohn von Franz Josef und Regina Mayer 1855 in Füssen geboren. 1867 zog seine Familie nach München. Er studierte einige Semester an der Akademie der Bildenden Künste. Bei Wilhelm Joseph Niessen, Michael Wagmüller und Wilhelm von Rümann erhielt er eine Bildhauerausbildung. 1882 erhielt er das Heimatrecht in München. Im selben Jahr heiratete er Anna Steinberger, mit der er sechs Kinder hatte. Ab circa 1885 arbeitete er als Gehilfe von Wilhelm von Rümann, daneben als selbständiger Künstler. 1936 starb er in München.
Er war Mitglied im Reichsverband bildender Künstler Deutschlands und in der Münchner Künstlergenossenschaft.

## Werke (Auswahl)
Denkmäler

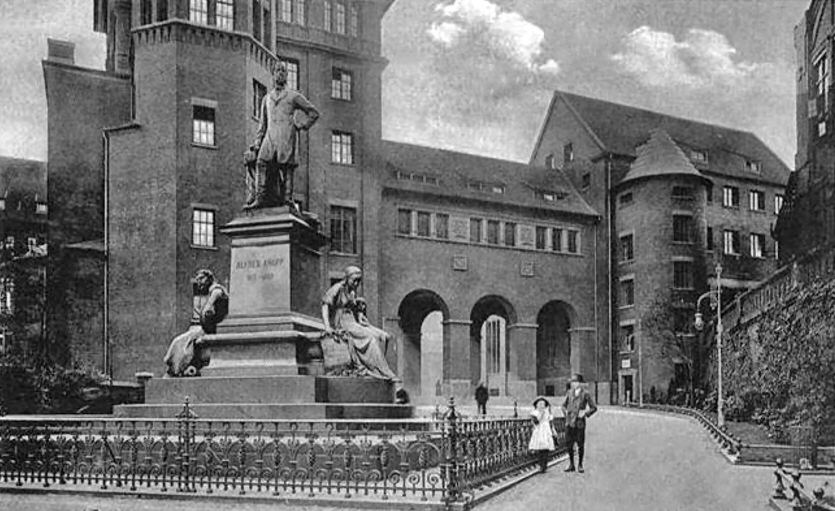
Alfred-Krupp-Denkmal in Essen, um 1910

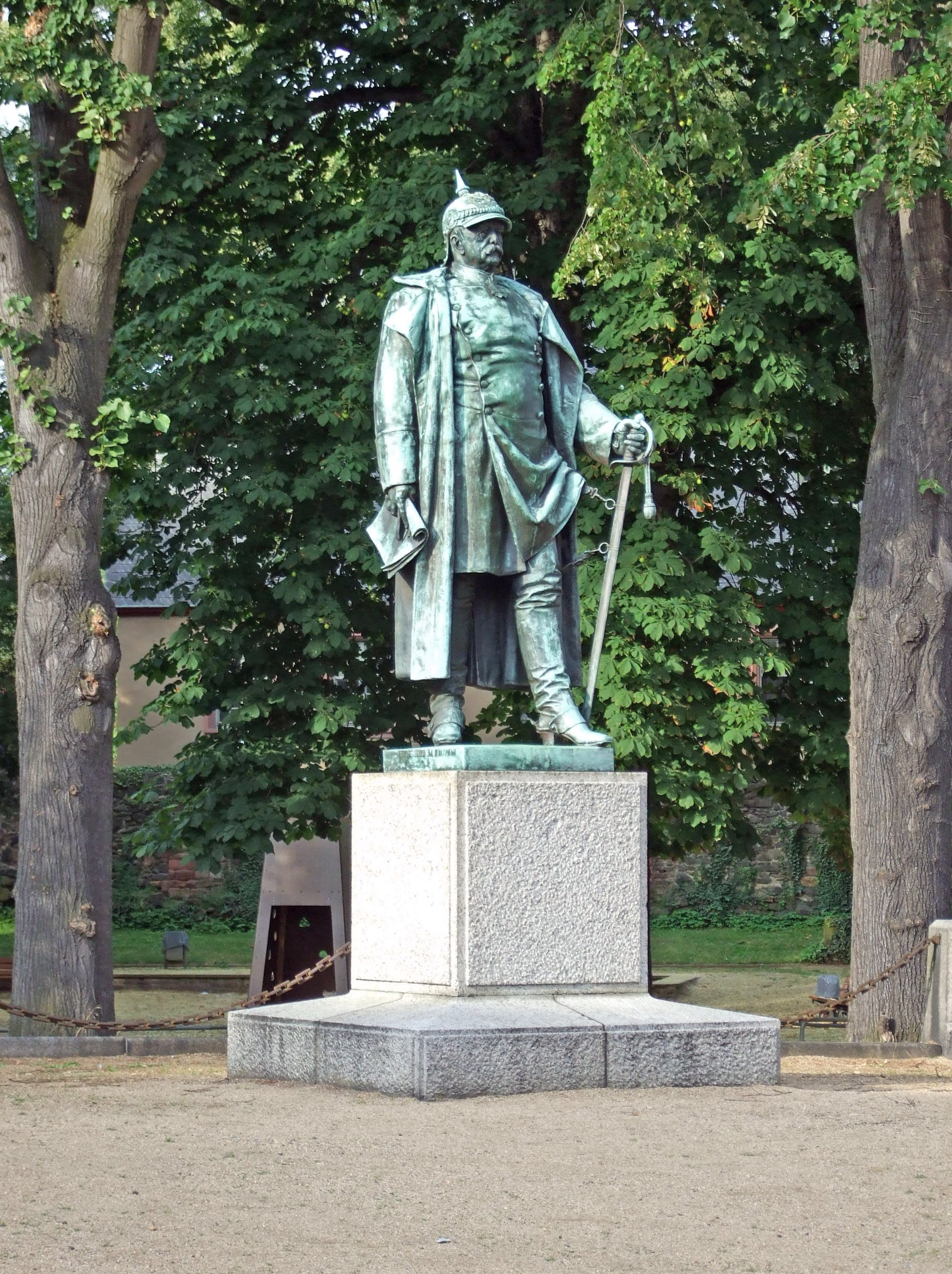
Bismarck-Denkmal in Frankfurt-Höchst

- 1892: Alfred-Krupp-Denkmal vor der Krupp-Gussstahlfabrik in Essen[1]
- 1899: Bismarck-Denkmal in Höchst am Main[1]
- 1902: Wittelsbacher Denkmal in Füssen[1]
- 1903: Kaiser-Wilhelm-Denkmal in Herne (Reiterstandbild; nicht erhalten)[1]
- 1904: Prinzregent-Luitpold-Denkmal vor dem Hauptbahnhof in Nürnberg (beteiligt als Mitarbeiter von Wilhelm von Rümann; Architektur von Paul Pfann; im Zweiten Weltkrieg zerstört)[2]
- 1911: Prinzregent-Luitpold-Denkmal in Heilsbronn[1]

Kleinplastiken
- Mädchenbüste, Gips, bronziert, Linz, Schlossmuseum
- Mädchen mit Fischkorb; sign. Alois Mayer; Kupferbronze; 27 cm; um 1900.
- Allegorie der Gerechtigkeit / Justitia; sign. auf Plinthe: A. Mayer; Figur mit den Attributen Waage in der erhobenen linken Hand, Schwert in der gesenkten rechten Hand, rechter Fuß auf einem Gesetzesbuch stehend, darunter eine Schlange; dunkel patinierte Bronze auf kreisförmigem Steinsockel; ca. 50 cm, Sockel 6 cm
- Psyche; sign. A. MAYER; an einen Pilaster gelehnte stehende Darstellung der mythologischen Figur; patinierte Bronze auf kreisförmigem grünem Marmorsockel; 39,5 cm; Abbildungen einer Kopie
- Bacchantin; auf der Plinthe sign. Mayer; Figur auf einem gestuften Steinsockel (Granit?), hält in der hocherhobenen rechten Hand einen Weinkelch, in der linken Hand eine Weinrebe, an der Hüfte ein Tambour; dunkel patinierter Kupfer-Hohlguss
- Ritter in kompletter Rüstung mit Waffen, auf Bronzesockel; 70 cm.
- Figur mit Hund; bronzierte Galvanoplastik; 72,5 cm. Abbildung einer Kopie
- Nackter, stehender Knabe mit Ball in der rechten Hand; sign. auf der Plinthe: ALOYS MAYER; Holz, auf quadratischer Plinthe; 33,5 cm (incl. Sockel 37 cm)
- Nackter stehender Knabe mit Ball in den Händen, links ein Affe, ebenfalls mit Ball, der spielend nach dem Kind greift; Lindenholz, rückseitig auf der Plinthe signiert: ALOYS MAYER – MÜNCHEN – 1921; Gesamthöhe 30,5 cm

## Auszeichnungen
- 1901: Ludwigsmedaille[1]
- 1910: Prinzregent-Luitpold-Medaille in Silber[1]